# Szczecin Pomorzany (przystanek kolejowy)
Szczecin Pomorzany – kolejowy przystanek osobowy położony za wiaduktem al. Powstańców Wielkopolskich w szczecińskiej dzielnicy Pomorzany, nieopodal drogi krajowej nr 13. Znajduje się na nieczynnej linii do Trzebieży.

## Informacje ogólne
Pierwsza stacja Pomorzany znajdowała się nieopodal ul. Grudziądzkiej, o 490 m bliżej dworca Szczecin Główny. Miała ona wówczas połączenie ze stacją Szczecin Wzgórze Hetmańskie (Kosacken Berg). W latach 50. stacja została zlikwidowana, a w latach 80. przeniesiona na obecną lokalizację. Obecnie na terenie byłej stacji jest zlokalizowana nastawnia, posterunek odgałęźny „SG 11". Najbliższy przystanek ZDiTM „Plac Szyrockiego”.

## Plany na przyszłość
W ramach budowy systemu Szczecińskiej Kolei Metropolitalnej planowane jest przeprowadzenie modernizacji istniejącego peronu, wykonanie drugiego peronu i budowa zadaszenia. W okolicy dworca miałby zostać utworzony parking, natomiast na wiadukcie alei Powstańców Wielkopolskich nowy przystanek tramwajowy.